# الدوري التشيكوسلوفاكي 1971–72
الدوري التشيكوسلوفاكي 1971–72 هو الموسم 65 من الدوري التشيكوسلوفاكي ‏. أشرف على تنظيمه اتحاد جمهورية التشيك لكرة القدم، وكان عدد الأندية المشاركة فيه 16، وفاز فيه نادي سبارتاك ترنافا.